# Zageri
Zageri (georgisch ცაგერი) ist eine Stadt in der georgischen Region Ratscha-Letschchumi und Niederswanetien.
Zageri ist Verwaltungssitz der gleichnamigen Munizipalität Zageri und mit 1320 Einwohnern (2014) eine der kleinsten Städte Georgiens.

## Lage
Der Ort liegt im nördlichen Zentralteil Georgiens knapp 200 km Luftlinie nordwestlich der Hauptstadt Tiflis und etwa 35 km nordwestlich der Regionshauptstadt Ambrolauri am rechten Ufer des Zcheniszqali, eines rechten Rioni-Nebenflusses. Der Ort ist von Bergen umgeben, die südlich auf gut 1000 m über dem Meeresspiegel ansteigen, im nordwestlich verlaufenden Egirissi-Gebirge bis auf 3174 m (Zikuri, 15 km nordwestlich von Zageri).

## Geschichte
Bereits im Mittelalter war Zageri Sitz einer bis heute bestehenden Eparchie der Georgischen Orthodoxen Apostelkirche. Der Historiker und Geograph Wachuschti, Sohn des georgischen Königs Wachtang VI., pries die alte, mit herausragenden Fresken ausgestaltete Kuppelkirche von Zageri Anfang des 18. Jahrhunderts als „hervorragend gebaut“; allerdings wurde sie gegen Ende des 19. Jahrhunderts stark umgestaltet, wobei die Fresken verloren gingen.
Politisch gehörte der Ort zur historischen Provinz Letschchumi (ursprünglich Takweri genannt), die in der Zeit des geeinten georgische Feudalstaates vom 11. bis 15. Jahrhundert nacheinander den Fürsten von Swanetien und Ratscha unterstellt war. Nach dem Zerfall des geeinten Reiches gehörte Zageri mit Letschchumi ab 1455 zum Königreich Imeretien, bevor es unter der lokalen Adelsfamilie Tschikowani zunächst de facto unabhängig wurde und sich 1714 durch verwandtschaftliche Beziehungen zum Haus Dadiani von Mingrelien mit diesem Fürstentum vereinigte.
1857 kam Zageri mit dem Fürstentum Mingrelien zum Russischen Reich, wurde in das Gouvernements Kutais eingegliedert und erhielt die (russischen) Stadtrechte als Verwaltungssitz des Ujesds Letschchumi, der außer der alten Provinz auch Teile Swanetiens umfasste.
In der sowjetischen Periode hatte Zageri als Verwaltungszentrum eines 1930 gegründeten Rajons der Georgischen SSR den Status einer Siedlung städtischen Typs, bevor es 1968 erneut die Stadtrechte erhielt. In den Jahren um 1960 wuchs die Einwohnerzahl Zageris vorübergehend auf mehr als das Doppelte, als in der Umgebung am Zcheniszqali und am wenige Kilometer östlich fließenden Ladschanuri Stauseen mit zugehörigen Wasserkraftanlagen errichtet wurden, wobei der Ort als logistisches Zentrum und Wohnsiedlung für die Erbauer diente.
Einwohnerentwicklung
| Jahr | Einwohner |
| ---- | --------- |
| 1897 | 687       |
| 1959 | 4709      |
| 1970 | 2081      |
| 1979 | 2081      |
| 1989 | 1359      |
| 2002 | 1913      |
| 2014 | 1320      |

Anmerkung: Volkszählungsdaten

## Kultur und Sehenswürdigkeiten
In Zageri stehen die Mariä-Himmelfahrt-Kathedrale, Hauptkirche der Eparchie von Zageri und Lentechi der Georgischen Orthodoxen Kirche, sowie das Maximus-Confessor-Kloster mit der gleichnamigen Kirche, in der sich das Grab des griechischen Mönches und Theologen befindet. Er starb in Verbannung am 13. August 662 im Kastell Schemarion (oder Schemarum), das nach einer Version der späteren Festung Murisziche unweit Zageri entspricht. Die Stadt besitzt außerdem ein Heimatmuseum. Im einige Kilometer entfernten Dorf Bardnala befindet sich das als Museum gestaltete Geburtshaus des Dichters Lado Assatiani (1917–1943).

## Wirtschaft und Infrastruktur
In Zageri gibt es Betriebe der Lebensmittelindustrie.
Die Stadt liegt an der Straße, die von Kutaissi ausgehend über Zqaltubo, wo sich die nächstgelegene Bahnstation befindet, ins Zcheniszqali-Tal führt und weiter nach Niederswanetien mit seinem Hauptort Lentechi verläuft. In Zageri zweigt eine Querverbindung nach Orbeli im Tal des Ladschanuri ab, die diesen weiter hinab bis zur entlang dem Rioni verlaufenden Ossetischen Heerstraße folgt und die kürzeste Verbindung in die südlichen Teile der Region mit der Hauptstadt Ambrolauri darstellt.

## Söhne und Töchter der Stadt
- Kandid Tscharkwiani (კანდიდ ჩარკვიანი, 1907–1994), Partei- und Wirtschaftsfunktionär, Erster Sekretär der Kommunistischen Partei der Georgischen SSR (1938–1952)